# ديكسون ريان فوكس
ديكسون ريان فوكس (بالإنجليزية: Dixon Ryan Fox)‏ هو مؤرخ أمريكي، ولد في 1887، وتوفي في 1945.